# Bogumił Czubacki
Bogumił Zbigniew Czubacki (ur. 16 stycznia 1948 w Chodakowie) – polski polityk, samorządowiec, od 2002 do 2010 burmistrz Sochaczewa.

## Życiorys
Po ukończeniu technikum fotograficznego prowadził przez pewien czas własny zakład fotograficzny. Przez dziesięć lat przebywał za granicą, po powrocie do Polski w 1993 współtworzył lokalną rozgłośnię radiową pod nazwą Radio Fama Sochaczew. Pięć lat później założył lokalny tygodnik „Echo Powiatu”.
W latach 1998–2002 z ramienia Unii Wolności sprawował mandat radnego powiatu sochaczewskiego, zasiadając jednocześnie w zarządzie tego powiatu. W bezpośrednich wyborach samorządowych w 2002 został wybrany na burmistrza Sochaczewa jako kandydat Komitetu Wyborczego Wyborców „Platforma Prawa i Samorządności”. Za jego urzędowania miasto zostało wyróżnione m.in. w pierwszej edycji konkursu „Samorząd Przyjazny Przedsiębiorczości”.
W kolejnych wyborach w 2006, będąc przedstawicielem KWW „Pełna Odpowiedzialność”, skutecznie ubiegał się o reelekcję, uzyskując w drugiej turze prawie 69% głosów. W 2010 wystartował jako kandydat niezależny. Uzyskując wynik 41,87% w II turze wyborów, przegrał z Piotrem Osieckim. W tych samych wyborach uzyskał mandat radnego miasta. Cztery lata później ponownie bezskutecznie kandydował na burmistrza, został natomiast radnym powiatowym, utrzymał mandat również w 2018.

## Życie prywatne
Żonaty (żona Grażyna), ma dwoje dzieci.